# Macrolearia
 Macrolearia  Saldivia, 2022 è un genere di piante angiosperme dicotiledoni della famiglia delle Asteraceae, sottofamiglia Asteroideae, tribù Astereae (Basal grade) e sottotribù Celmisiinae.

## Etimologia
Il nome scientifico del genere è stato definito dal botanico Patricio Saldivia nella pubblicazione " Systematic Botany; Quarterly Journal of the American Society of Plant Taxonomists" ( Syst. Bot. 47(2): 618) del 2022.

## Descrizione
Portamento. Le specie di questo genere hanno un habitus di tipo piccolo-arboreo dal carattere cespuglioso. Dei tricomi particolari sono presenti sulle foglie e sulla corolla dei fiori.
Fusto. La parte aerea normalmente è eretta, ramosa e scapiforme. Altezza massima: 6 metri circa.
Foglie. Le foglie in genere sono grandi e disposte in modo alternato, picciolate (in genere breve) o sessili. La lamina è semplice da lineare o lanceolata a ellittica o oblungo-ovata con apici appuntiti e bordi a volte seghettati. La superficie abassiale, in alcune specie, è ricoperta da un denso tomento bianco-ferruginoso (tricomi lunghi a forma di "T" o di "Y", o lepidoto-lucenti).
Infiorescenza. Le sinflorescenze sono scapose (capolini solitari). Le infiorescenze vere e proprie sono composte da un capolino terminale peduncolato e bratteato di tipo radiato. I capolini sono formati da un involucro, con forme da emisferiche a campanulate, composto da diverse brattee, al cui interno un ricettacolo fa da base ai fiori di due tipi: fiori del raggio e fiori del disco. Le brattee, piatte e a consistenza erbacea, sono disposte in modo più o meno embricato su più serie. Il ricettacolo, alveolato, in genere è nudo ossia senza pagliette a protezione della base dei fiori; la forma è piatta o da convessa a conica. Diametro dei capolini: da 3 a 5 cm.
Fiori.  I fiori sono tetra-ciclici (formati cioè da 4 verticilli: calice – corolla – androceo – gineceo) e pentameri (calice e corolla formati da 5 elementi). Si distinguono in:
- fiori del raggio (esterni): sono femminili e sono disposti su una sola serie; la forma è ligulata (zigomorfa); a volte sono presenti degli staminoidi;
- fiori del disco (centrali): sono più numerosi con forme brevemente tubulose (attinomorfe); sono ermafroditi o (raramente) funzionalmente maschili.

- Formula fiorale:

*/x K {\displaystyle \infty }, [C (5), A (5)], G 2 (infero), achenio
- Calice: i sepali del calice sono ridotti ad una coroncina di squame.
- Corolla: 
  - fiori del raggio: la forma della corolla alla base è più o meno tubulosa-imbutiforme, mentre all'apice è ligulata; la ligula può terminare con alcuni denti; il colore è bianco;
  - fiori del disco: la forma alla base è tubulare bruscamente divaricata in 5 lobi; la forma in generale è ciatiforme. Il colore varia da viola a rosso scuro.
- Androceo: l'androceo è formato da 5 stami sorretti da filamenti generalmente liberi; gli stami sono connati e formano un manicotto circondante lo stilo; le teche (produttrici del polline) alla base sono caudate; le appendici apicali delle antere sono vistose; il tessuto endoteciale (rivestimento interno dell'antera) è quasi sempre polarizzato (con due superfici distinte: una verso l'esterno e una verso l'interno). Il polline è sferico con un diametro medio di circa 25 micron;  è tricolporato (con tre aperture sia di tipo a fessura che tipo isodiametrica o poro) ed è echinato (con punte sporgenti).[9][13]
- Gineceo: l'ovario è infero uniloculare formato da 2 carpelli.[5] Lo stilo (il recettore del polline) è profondamente bifido (con due stigmi divergenti) e con le linee stigmatiche marginali separate.[14] I due bracci dello stilo hanno una forma da lanceolata a deltoide e possono essere papillosi o ricoperti da ciuffi di peli. Lo stilo dei fiori del raggio è supinato.

Frutti. I frutti sono degli acheni con pappo; in alcune specie è presente un certo dimorfismo (gli acheni dei fiori del raggio differiscono dagli acheni dei fiori del disco);
- achenio: gli acheni, con forme fusiformi-cilindriche, hanno alcune coste (o scanalature) laterali; la superficie spesso è ricoperta di tricomi gemelli; la parete dell'achenio è formata da celle contenenti rafidi ma prive di fitomelanina; il carpoforo normalmente è anulare; le setole con punte a forma di ancora non sono presenti; lunghezza degli acheni da 4 a 5 mm,
- pappo: il pappo è formato da alcune serie di setole sottili. Lunghezza del pappo fino a 5 – 6 mm.

## Biologia
Impollinazione: l'impollinazione avviene tramite insetti (impollinazione entomogama tramite farfalle diurne e notturne).

Riproduzione: la fecondazione avviene fondamentalmente tramite l'impollinazione dei fiori (vedi sopra).

Dispersione: i semi (gli acheni) cadendo a terra sono successivamente dispersi soprattutto da insetti tipo formiche (disseminazione mirmecoria). In questo tipo di piante avviene anche un altro tipo di dispersione: zoocoria. Infatti gli uncini delle brattee dell'involucro (se presenti) si agganciano ai peli degli animali di passaggio disperdendo così anche su lunghe distanze i semi della pianta. Inoltre per merito del pappo il vento può trasportare i semi anche a distanza di alcuni chilometri (disseminazione anemocora).

## Distribuzione e habitat
Le specie di questo genere sono distribuite in Nuova Zelanda e isola Chatham.

## Sistematica
La famiglia di appartenenza di questa voce (Asteraceae o Compositae, nomen conservandum) probabilmente originaria del Sud America, è la più numerosa del mondo vegetale, comprende oltre 23.000 specie distribuite su 1.535 generi, oppure 22.750 specie e 1.530 generi secondo altre fonti (una delle checklist più aggiornata elenca fino a 1.679 generi). La famiglia attualmente (2021) è divisa in 16 sottofamiglie; la sottofamiglia Asteroideae è una di queste e rappresenta l'evoluzione più recente di tutta la famiglia.

### Filogenesi
La tribù Astereae (una delle 21 tribù della sottofamiglia Asteroideae) comprende circa 40 sottotribù. In base alle ultime ricerche nella tribù sono stati individuati (provvisoriamente) 5 principali lignaggi:
- Basal grade: include alcuni generi isolati, il gruppo "South American-Oceania",  alcune sottotribù africane e il gruppo dei generi legnosi del Madagascar.
- Bellis lineage: comprende le sottotribù eurasiatiche e una sottotribù africana.
- Aster lineage: include i generi asiatici di Asterinae e i principali gruppi dell'Australia e dell'Oceania.
- Baccharis lineage: include alcuni gruppi sudamericani.
- North American lineage: include la vasta gamma di sottotribù del Nordamerica, Messico e alcuni gruppi distribuiti nel Sudamerica.

Il genere  Macrolearia  (insieme alla sottotribù Celmisiinae) è incluso nel lignaggio "Basal grade". In particolare fa parte del sottogruppo relativo agli areali dell'Oceania.
Il genere di questa voce, insieme ai generi Pleurophyllum e Damnamenia fa parte del clade "Pleurophyllum " (uno dei due cladi in cui è suddivisa la sottotribù Celmisiinae ). Questo clade è definito dalle corolle dei fiori del disco ciatiforme (a forma di coppa) e colorate dal viola al rosso scuro (carattere assente negli altri membri delle Celmisiinae). Altre caratteristiche significative del clade sono: la particolare forma di crescita (piccolo-arboreo), la presenza di specifici tricomi nelle foglie e nelle corolle a disco, la morfologia dei bracci dello stilo e la presenza/assenza di staminodi e nella morfologia degli acheni.
I caratteri distintivi del genere di questa voce sono:
- sulle foglie e i petali sono presenti dei tricomi particolari;
- la forma dei fiori del disco è simile ad una coppa;
- i colori delle corolle è da viola a rosso scuro.

Il livello di ploidia principale è 12x (ma anche 10x, 24x, 32x, 36x e 48x).

### Elenco delle specie
Questo genere ha 6 specie:
- Macrolearia angustifolia (Hook.f.) Saldivia
- Macrolearia chathamica  (Kirk) Saldivia
- Macrolearia colensoi  (Hook.f.) Saldivia
- Macrolearia lyallii  (Hook.f.) Saldivia
- Macrolearia oporina  (G.Forst.) Saldivia
- Macrolearia semidentata  (Decne. ex Hook.) Saldivia